# Pueblo Nuevo de la Sierra
Pueblo Nuevo de la Sierra es un pueblo ubicado en la Sierra de San Luis, Estado Falcón, Venezuela. Pertenece al municipio Petit. Ubicado en la parte más baja de la sierra, tiene una altitud que va desde 495 m s. n. m. (en la entrada) hasta los 530 m s. n. m.

## Historia
Antes de ser llamado Pueblo Nuevo, existía un caserío llamado Paso del Medio, que estaba entre los ríos Hueque y San Pablo. Durante la hambruna en la península de Paraguaná en 1912, llegaron unas cuantas familias de allá buscando comenzar una nueva vida, se establecieron en el caserío, construyeron sus casas, y fueron tantas que se comenzó a llamar Pueblo Nuevo. El "de la Sierra" se lo agregaron para diferenciarlo de Pueblo Nuevo de Paraguaná.